# Mercedes-Benz C118
La Mercedes-Benz C118 è la seconda generazione della Mercedes-Benz Classe CLA (o più semplicemente CLA), un'autovettura berlina sportiva di fascia media, prodotta a partire dal 2019 dalla casa automobilistica tedesca Mercedes-Benz.

## Profilo e caratteristiche

### Debutto
La vettura è stata presentata in anteprima al Consumer Electronics Show di Las Vegas l'8 gennaio 2019.. In Europa la vettura ha avuto la sua prima apparizione pubblica dal vivo al Salone di Ginevra, all'inizio di marzo, ma già dal mese di febbraio è cominciata la produzione presso lo stabilimento Daimler di Kecskemét, in Ungheria.

### Caratteristiche
Nata per sostituire la precedente CLA, nota anche con la sigla C117, la nuova generazione della berlina profilata tedesca mantenne l'impostazione della carrozzeria, assai affinata dal punto di vista aerodinamico. Stilisticamente la vettura riprende i concetti dettati dalla contemporanea generazione della Classe CLS e della contemporanea Classe A, da cui la vettura riprendeva anche il pianale, sebbene allungato nella misura del passo, fino a 2,729 metri, ossia 3 cm in più rispetto alla precedente CLA. La C118 era anche più larga e più lunga rispetto alla precedente generazione, in modo da migliorare nel contempo sia l'abitabilità sia la stabilità su strada grazie alle carreggiate allargate. Sotto tono invece la capacità del bagagliaio, scesa di 10 rispetto alla precedente CLA.
Meccanicamente, la C118 condivide la base meccanica con la quarta generazione della Classe A, ma anche con la terza generazione della Classe B, e quindi anche qui si ritrovavano l'avantreno di tipo MacPherson e il retrotreno a ruote indipendenti di tipo multilink. Anche lo schema meccanico generale era quello della Classe A W177, e cioè con motore anteriore trasversale e trazione anteriore o integrale 4MATIC. Al suo debutto, la seconda generazione della CLA era prevista in cinque motorizzazioni, di cui una sola a gasolio, mentre le restanti erano a benzina:
- CLA 180: motore M282 da 1332 cm3 con potenza massima di 136 CV;
- CLA 200: stesso motore della versione precedente, ma con potenza salita a 163 CV;
- CLA 220: motore M260 da 1991 cm3 con potenza massima di 190 CV;
- CLA 250: stesso motore della versione precedente, ma con potenza massima salita a 224 CV;
- CLA 180 d: motore diesel OM608 da 1461 cm3 con potenza massima di 116 CV.

Tutte queste motorizzazioni erano sovralimentate mediante turbocompressore e con alimentazione ad iniezione diretta. Due le varianti di trasmissione: le due varianti con motore 1.3 erano previste con un cambio manuale a 6 marce, mentre le restanti versioni montavano un cambio a doppia frizione a 7 rapporti. Le CLA 220 e CLA 250 potevano essere ordinate anche con trazione integrale.

### Evoluzione
Al Salone di Ginevra non vi fu solo il debutto europeo della CLA C118, ma venne svelata anche la versione station wagon, anch'essa con linee molto profilate e denominata impropriamente Shooting Brake, il cui lancio commerciale venne però fissato dalla Casa madre per il settembre 2019, cioè sei mesi dopo. Nel frattempo, un altro Salone, quello di New York, vide la presentazione della CLA 35 AMG, spinta dallo stesso 2 litri delle 'CLA 220 e CLA 250, ma con potenza massima portata a 306 CV. Tale modello fu ordinabile già da quello stesso mese di aprile, ma le prime consegne si sarebbero avute solo a partire da agosto. 

### Riepilogo caratteristiche
Di seguito vengono mostrate le caratteristiche relative alla gamma della seconda generazione della CLA nel corso della sua carriera commerciale:
| Mercedes-Benz Classe CLA C118 (dal 2019)                                               |             |                |                |            |                                           |                 |                 |           |                            |                    |              |                     |                    |                       |                        |
| Modello                                                                                | Carrozzeria | Sigla progetto | Motore         | Cilindrata | Alimentazione                             | Potenza CV/rpm  | Coppia Nm/rpm   | Trazione  | Cambio/ N°rapporti         | Massa a vuoto (kg) | Velocità max | Acceler. 0–100 km/h | Consumo (l/100 km) | Emissioni CO2/ (g/km) | Anni di produzione     |
| Versioni a benzina                                                                     |             |                |                |            |                                           |                 |                 |           |                            |                    |              |                     |                    |                       |                        |
| CLA 180                                                                                | Berlina     | 118.384        | M282DE14AL     | 1332       | Iniezione diretta + turbocompressore      | 136/5000        | 200/1460        | Anteriore | Manuale 6 marce1           | 1.335              | 216          | 9"4                 | 5,7                | 130                   | dal 02/2019            |
| CLA 200                                                                                | Berlina     | 118.387        | M282DE14AL     | 1332       | Iniezione diretta + turbocompressore      | 163/5500        | 250/1620        | Anteriore | Manuale 6 marce1           | 1.345              | 229          | 8"5                 | 6,2                | 142                   | dal 02/2019            |
| CLA 220                                                                                | Berlina     | 118.344        | M260DE20AL     | 1991       | Iniezione diretta + turbocompressore      | 190/5500        | 300/1800        | Anteriore | Doppia frizione 7 rapporti | 1.415              | 241          | 7"                  | 6,3                | 143                   | dal 02/2019            |
| CLA 220 4MATIC                                                                         | Berlina     | 118.345        | M260DE20AL     | 1991       | Iniezione diretta + turbocompressore      | 190/5500        | 300/1800        | Integrale | Doppia frizione 7 rapporti | 1.470              | 237          | 7"                  | 6,7                | 153                   | dal 02/2019            |
| CLA 250                                                                                | Berlina     | 118.346        | M260DE20AL     | 1991       | Iniezione diretta + turbocompressore      | 224/5500        | 350/1800        | Anteriore | Doppia frizione 7 rapporti | 1.415              | 250          | 6"3                 | 6,3                | 143                   | dal 02/2019            |
| CLA 250 4MATIC                                                                         | Berlina     | 118.347        | M260DE20AL     | 1991       | Iniezione diretta + turbocompressore      | 224/5500        | 350/1800        | Integrale | Doppia frizione 7 rapporti | 1.475              | 250          | 6"3                 | 6,7                | 153                   | dal 02/2019            |
| CLA 35 AMG                                                                             | Berlina     | -              | M260DE20AL     | 1991       | Iniezione diretta + turbocompressore      | 306/ 5800-6100  | 400/ 3000-4000  | Integrale | Doppia frizione 7 rapporti | -                  | 250          | 4"9                 | 7,3                | 167                   | dal 04/2019            |
| Versioni a gasolio                                                                     |             |                |                |            |                                           |                 |                 |           |                            |                    |              |                     |                    |                       |                        |
| CLA 180 d                                                                              | Berlina     | 118.303        | OM608DE15SCR   | 1461       | Turbodiesel iniezione diretta common rail | 116/4000        | 260/ 1750-2500  | Anteriore | Doppia frizione 7 rapporti | 1.415              | 205          | 10"7                | 4                  | 105                   | dal 02/2019 al 12/2020 |
| CLA 180 d                                                                              | Berlina     | -              | OM654DE20G SCR | 1950       | Turbodiesel iniezione diretta common rail | 116/ 3400-4400  | 280/ 1200-2600  | Anteriore | Doppia frizione 8 rapporti | 1.335              | 205          | 9''8                | 5                  | 130                   | dal 01/2021            |
| CLA 200 d                                                                              | Berlina     | -              | OM654DE20G SCR | 1950       | Turbodiesel iniezione diretta common rail | 150/ 3200- 4800 | 320/ 1400- 3200 | Anteriore | Doppia frizione 8 rapporti | 1.415              | 226          | 8''3                | 4,8                | 127                   | dal 04/2019            |
| CLA 200 d 4MATIC                                                                       | Berlina     | -              | OM654DE20G SCR | 1950       | Turbodiesel iniezione diretta common rail | 150/ 3200- 4800 | 320/ 1400- 3200 | Integrale | Doppia frizione 8 rapporti | 1.445              | 222          | 8''5                | 5,1                | 133                   | dal 04/2019            |
| CLA 220 d                                                                              | Berlina     | -              | OM654DE20G SCR | 1950       | Turbodiesel iniezione diretta common rail | 190/3800        | 400/ 1600-2600  | Anteriore | Doppia frizione 8 rapporti | 1.415              | 244          | 7''1                | 4,9                | 129                   | dal 04/2019            |
| CLA 220 d 4MATIC                                                                       | Berlina     | -              | OM654DE20G SCR | 1950       | Turbodiesel iniezione diretta common rail | 190/3800        | 400/ 1600-2600  | Integrale | Doppia frizione 8 rapporti | 1.460              | 238          | 7                   | 5,1                | 134                   | dal 04/2019            |
| Note: 1Doppia frizione a 7 rapporti per alcuni mercati come ad esempio quello italiano |             |                |                |            |                                           |                 |                 |           |                            |                    |              |                     |                    |                       |                        |